# Kromparek
Kromparek – potok w Bielsku-Białej o długości około 6,5 km, dopływ Białej.

## Hydronimia
Potok w źródłach był nazywany: Krum bach (XVIII wiek), Krumbach (XVIII wiek), Krąpark (XVIII wiek), Kromparek (co najmniej od XIX wieku).

## Przebieg
Jedno ze źródeł potoku znajduje się w parku Rosta. Potok oddziela Komorowice od Hałcnowa. Kromparek wpada do Białej (dopływ prawobrzeżny) w sąsiedztwie Stawów Komorowickich na wysokości około 273 m n.p.m. Potok ma długość około 6,5 km (według innych źródeł 7,24 km). Powierzchnia zlewni potoku wynosi 11,49 km².

## Środowisko
Jakość wody potoku oceniono na III klasę czystości (stan na 2007 rok), co wówczas stawiało tenże potok na pozycji jednego z najczystszych cieków miasta. W okolicy ul. Jęczmiennej nad prawym brzegiem potoku znajduje się pomnik przyrody – skupisko czterech grabów . W rejonie potoku zaproponowano utworzenie rezerwatu przyrody (co najmniej od 1996 roku) dla ochrony grądu subkontynentalnego oraz użytku ekologicznego dla rejonu Nyczowych Stawów zasilanych wodami potoku, gdzie występuje znajwiększe w mieście skupisko występowania skrzypu olbrzymiego. Potok zasila także Stawy Komorowickie.
Kromparek przy większych opadach powoduje poddtopienia (m.in. w marcu 2017 roku), pojawiły się także osuwiska W 2004 roku prowadzono wycinkę drzew wzdłuż potoku i meliorację jego koryta. W latach 2008–2009 prowadzone były remont i odbudowa koryta potoku. Wzdłuż potoku poprowadzono ścieżkę przyrodniczo-dydaktyczną.